# Hydroptila sederhana
Hydroptila sederhana är en nattsländeart som beskrevs av Wells och Huisman 1992. Hydroptila sederhana ingår i släktet Hydroptila och familjen smånattsländor. Inga underarter finns listade i Catalogue of Life.